# Quand tu nous tiens, amour
Pour plus de détails, voir Fiche technique et Distribution.
Quand tu nous tiens amour est un moyen métrage français réalisé par Maurice Cammage, sorti en 1932.

## Fiche technique
- Titre : Quand tu nous tiens amour
- Réalisation : Maurice Cammage
- Scénario, Adaptation et Dialogue : Jean Manse
- Musique : Marceau Van Hoorebecke[1]
- Production : Comédies Filmées, Nicaea Films
- Format :  Noir et blanc - 1,37:1 - 35 mm - son mono
- Durée : 32 min pour une longueur de 1200m
- Genre : Comédie
- Année de sortie en France : 1932

## Distribution
- Fernandel
- Pierre Finaly
- Darcelys
- Fernande Harfort
- Gaby Basset
- Georges Térof